# Carlos Calderón Reyes
Carlos Calderón Reyes II (Soatá, 14 de agosto de 1854-Bogotá, 23 de septiembre de 1916) fue un jurista, periodista, académico y político colombiano, miembro del Partido Liberal Colombiano.

## Biografía
Carlos Calderón Reyes nació en Soatá, Boyacá, el 14 de agosto de 1854, en el seno de una familia de militares.

### Estudios y primeros cargos
Estudió Derecho, Ciencias Morales y Políticas en la Universidad Nacional de Colombia, de donde se graduó en 1876. Inmediatamente tras graduarse comienza su carrera política como funcionario en la Administración estatal del Estado Soberano de Boyacá. Se afilió al Partido Liberal y llegó a la Asamblea Estatal, para después ser delegado de Boyacá ante el Consejo Nacional Constituyente en 1886. 

### Gobiernos conservadores
Durante el cuarto gobierno de Rafael Núñez se desempeñó como Ministro del Tesoro, siendo designado por el gobierno de Miguel Antonio Caro, sirviendo también como Ministro de Hacienda del gobierno de Manuel Antonio Sanclemente durante los primeros días de la Guerra de los Mil Días, hasta poco antes del Golpe de Estado de 1900. En tal cargo tuvo que hacer frente a la crisis económica derivada de la Guerra.
Fue Senador en la primera legislatura, al tiempo que se dedicó al periodismo y dirigió el periódico La Nación, donde promovió debates en torno a la constitución de 1886. 
Escribió varios libros, entre ellos: El papel moneda, Núñez y la Regeneración, Verdaderas causas de los sucesos de Boyacá y La cuestión monetaria en Colombia. Al mismo tiempo fue catedrático de jurisprudencia en las Universidades del Rosario y Nacional y miembro de las Academias de Historia y de la Lengua.

### Últimos años
En sus últimos años se dedicó a servir como diplomático, siendo su último cargo público fue como Ministro de Relaciones Exteriores en el gobierno de Ramón González Valencia. Falleció en Bogotá en septiembre de 1916.

## Familia
Carlos era miembro de la aristocracia colombiana, perteneciendo a las prestigiosas familias Calderón y Reyes.
Era hijo de Carlos Calderón Reyes I y de Clotilde Reyes Fonseca. Su único hermano fue el político y militar colombiano Clímaco Calderón Reyes, quien ocupó brevemente la presidencia en 1882 tras la muerte del titular Francisco Javier Zaldúa; así mismo, tuvo seis medios hermanos, destacando Víctor Calderón Reyes, quien fue Ministro de Guerra. 

### Parentela
Tío paterno suyo fue el ministro de Gobierno Arístides Calderón Reyes de quien descienden los primos Francisco y su hermano Rafael, y Enrique, Luis Felipe y Juan Manuel Santos Calderón, a su vez sobrinos nietos del político Eduardo Santos Montejo y descendientes de la heroína Antonia Santos Plata.
Otro de sus tíos era el político, empresario y militar de carrera Rafael Reyes Prieto, quien era medio hermano de Clotilde, la madre de Carlos Calderón (ya que el padre de Rafael y Clotilde era Ambrosio Reyes pero sus madres eran distintas). Rafael llegó a ser presidente de Colombia entre 1904 hasta su renuncia en 1909.
Respecto de los lazos matrimoniales de sus familiares, Carlos era cuñado de Amalia Pérez Triana, hija del político Santiago Pérez Manosalva (quien fue presidente de Colombia entre 1874 y 1876), sobrina del escritor Felipe Pérez, y nieta del periodista y educador Lorenzo María Lleras, patriarca de la familia Lleras; todos ellos militantes del liberalismo.

### Matrimonios
Carlos contrajo matrimonio en dos ocasionesː La primera con Alicia Borda Manby, y la segunda con su prima Ana Rosa Calderón Tejada, hija de su tío Aristídes Calderón. No se reporta que haya tenido descendencia.